# Palmorchis guianensis
Palmorchis guianensis là một loài thực vật có hoa trong họ Lan. Loài này được (Schltr.) C.Schweinf. & Correll mô tả khoa học đầu tiên năm 1940.